# William Walker Atkinson
 (mai 2018).
Si vous disposez d'ouvrages ou d'articles de référence ou si vous connaissez des sites web de qualité traitant du thème abordé ici, merci de compléter l'article en donnant les références utiles à sa vérifiabilité et en les liant à la section « Notes et références ».
Pour les articles homonymes, voir William Atkinson et Atkinson.
William Walker Atkinson (1862-1932) est un philosophe, avocat, théosophe et professeur de magnétisme américain. Il est l’un des auteurs de la Nouvelle Pensée.